# Hannes Gebhard
Hannes Gebhard, född 8 april 1864 i Kemijärvi, död 23 februari 1933, var en finländsk ekonom, statistiker, politiker och andelsrörelsens grundare. Han var gift med Hedvig Gebhard och far till Maiju Gebhard.
Gebhard blev docent i historia vid Helsingfors universitet 1890, docent i lantbruksekonomi 1899, och var extra ordinarie professor i samma ämne 1909-1927. Gebhard ägnade ett intensivt arbete åt småbruks- och andelsverksamheten. Hans insatser här framgår bland annat av att han var en av Pellervos stiftare och dess ordförande 1899-1917. 
Han var direktör för andelskassornas centralkreditanstalt 1904-1932, och ordförande i Centralförbundet för småbrukare 1922-1930. Gebhard tillhörde 1907-1909 lantdagen. Bland hans skrifter märks: Socialstatistisk atlas öfver Finlands landskommuner år 1901 (4 band 1908-16), Huvuddragen av andelsverksamheten i Finland (1915) och Småbruket i Skandinavien (1923). 
Gebhards skrifter översattes till svenska av hans hustru Hedvig Gebhard (1867-1961), som även intagit en ledande ställning inom kooperationen. Hon var en av Elantos stiftare och medlem av förvaltningsrådet 1905-17 samt tillhör sedan 1918 Centrallagets förvaltningsråd. Hon var medlem av lantdagen 1907-09 samt av riksdagen 1919-21, 1924-29 såsom representant för finska samlingspartiet.
Hannes Gebhard var kusin till konstnären Albert Gebhard som bland annat deltog i dekorerandet av den finska paviljongen vid världsutställningen i Paris 1900. Han är begravd på Sandudds begravningsplats i Helsingfors.

## Utmärkelser
- Kommendörstecknet av I klass av Finlands Vita Ros’ orden,  22 december 1924[7]
- Storkorset av Finlands Vita Ros’ orden,  30 september 1929[8]
- Kommendör av Vasaorden[9]

[Redigera Wikidata]